# Vivo ou Morto
Vivo ou Morto é um filme brasileiro do gênero drama, dirigido por Luiz de Barros e produzido pela Guanabara-Film em 1916. O filme estreou em dezembro de 1916, no Cine Palais, no Rio de Janeiro.
É considerado um filme perdido, com apenas algumas imagens sobreviventes. Foi lançado como filme francês no exterior, pela fábrica Pathé, que havia comprado o negativo.

## Sinopse
Lucy é uma mulher da alta burguesia carioca que, depois de ver seu marido sair de casa para morar com a amante, assume uma relação com outro homem, mesmo continuando a ser oficialmente uma mulher casada.

## Elenco
| Ator/Atriz         | Personagem        |
| ------------------ | ----------------- |
| Tina D'Arco        | Lucy              |
| Lucette Duval      | Julia             |
| João Barbosa       | Pedro Falcão      |
| Alves da Cunha     | Roberto           |
| Francisco Marzullo | Comendador Freire |
| Leopoldis          | Alvaro            |
| Sales Ribeiro      | —                 |
| Pedro Lima         | —                 |
| M. Pinto           | —                 |